# Alan Smithee
Alan Smithee steht als Pseudonym für einen fiktiven Regisseur, der Filme verantwortet, bei denen der eigentliche Regisseur seinen Namen nicht mit dem Werk in Verbindung gebracht haben möchte. Von 1968 bis 2000 wurde es von der Directors Guild of America (DGA) für solche Situationen empfohlen.
Alternative Schreibweisen sind unter anderem die Ursprungsvariante Allen Smithee sowie Alan Smythee und Adam Smithee. Auch zwei teilweise asiatisch anmutende Schreibweisen Alan Smi Thee und Sumishii Aran gehören laut IMDb dazu.

## Geschichte

### Entstehung
Das Pseudonym entstand 1968 infolge der Arbeiten am Western-Film Death of a Gunfighter (deutscher Titel Frank Patch – Deine Stunden sind gezählt). Regisseur Robert Totten und Hauptdarsteller Richard Widmark gerieten in einen Streit, woraufhin Don Siegel als neuer Regisseur eingesetzt wurde.
Der Film trug nach Abschluss der Arbeiten noch deutlich Tottens Handschrift, der auch mehr Drehtage als Siegel daran gearbeitet hatte, weshalb dieser die Nennung seines Namens als Regisseur ablehnte. Totten selbst lehnte aber ebenfalls ab. Als Lösung wurde  Allen Smithee als ein möglichst einzigartiger Name gewählt.
In den zeitgenössischen Kritiken wurde der Regisseur u. a. von Roger Ebert mit den Worten gelobt: 

“Director Allen Smithee, a name I’m not familiar with, allows his story to unfold naturally. He never preaches, and he never lingers on the obvious. His characters do what they have to do.”

„Regisseur Alan Smithee, ein Name, der mir nicht vertraut ist, erlaubt es seiner Handlung, sich natürlich zu entfalten. Er predigt niemals, und er verweilt nie beim Offensichtlichen. Seine Charaktere tun, was sie tun müssen.“

### Aufdeckung und Abkehr
1997 kam die Parodie An Alan Smithee Film: Burn Hollywood Burn (deutscher Titel Fahr zur Hölle Hollywood) in die Kinos, was das Pseudonym einem größeren Publikum bekannt machte, nicht zuletzt weil Arthur Hiller, der eigentliche Regisseur des Films, selbst seinen Namen zurückzog und analog zum Filmtitel das Pseudonym Alan Smithee benutzte. Der Film gilt als einer der schlechtesten Filme der 1990er Jahre und gewann fünf Goldene Himbeeren.
Der Film Supernova ist der erste Post-Smithee-Film, dort führte ein gewisser Thomas Lee alias Walter Hill die Regie.

## Verwendung
Die Verwendung dieses oder eines anderen Pseudonyms ist für Mitglieder der DGA streng reglementiert. Ein Regisseur, der für einen von ihm gedrehten Film seinen Namen nicht hergeben möchte, hat nach Sichtung des fertigen Films drei Tage Zeit, anzuzeigen, dass er ein Pseudonym verwenden möchte. Der Rat der DGA entscheidet binnen zwei Tagen über das Anliegen. Erhebt die Produktionsfirma Einspruch, entscheidet ein Komitee aus Mitgliedern der DGA und der Vereinigung der Film- und Fernsehproduzenten, ob der Regisseur ein Pseudonym angeben darf. Über die Beantragung muss der Regisseur Stillschweigen halten, ebenso darf er den fertigen Film nicht öffentlich kritisieren, wenn die DGA ihm die Verwendung eines Pseudonyms zugesteht. Ein Antrag des Regisseurs auf Pseudonymisierung kann abgelehnt werden, so durfte Tony Kaye den Namen Smithee bei dem Film American History X nicht einsetzen, obwohl er den Antrag stellte.
Auch bei nicht-US-amerikanischen Produktionen wird der Name verwendet, wie etwa beim Pilotfilm der Fernsehserie Schulmädchen. 2007 sendete die ARD am 8. und 9. August den zweiteiligen TV-Film Paparazzo. Auch in diesem Werk erscheint anstatt des eigentlichen Regisseurs Stephan Wagner Alan Smithee im Abspann.
Regisseure, die das Pseudonym benutzt haben:
- Don Siegel und Robert Totten (für Frank Patch – Deine Stunden sind gezählt)
- David Lynch (für die dreistündige Fernsehfassung von Der Wüstenplanet)
- Gianni Bozzacchi (für I Love N.Y.)
- Stuart Rosenberg (für Let’s Get Harry)
- Richard C. Sarafian (für Starfire)
- Dennis Hopper (für Catchfire)
- Arthur Hiller (für Fahr zur Hölle Hollywood)
- Rick Rosenthal (Die Vögel II – Die Rückkehr)
- Kevin Yagher (Hellraiser IV – Bloodline)
- William Lustig (Maniac Cop 3)
- Jerrold Freedman (für Die O.J. Simpson Story – Der Mordfall des Jahrhunderts)

Der Pilotfilm der Serie MacGyver und die fünfte Folge der ersten Staffel führen einen Alan Smithee als Regisseur. Auf der TV-Serien-Seite TV Rage wird Jerrold Freedman als Regisseur des Pilotfilms angegeben. Der Regisseur der fünften Folge ist unbekannt.
Zu den Drehbuchautoren, die das Pseudonym benutzt haben, gehören Sam Raimi und Ivan Raimi, die das Drehbuch zu Die total beknackte Nuß als Alan Smithee, Jr. und Alan Smithee, Sr. schrieben.
Auch in Computerspielen wird dieses Pseudonym angegeben: Im Abspann des Ego-Shooters Marine Sharpshooter IV aus dem Jahr 2008 wird als Art Director des Spiels Alan Smithee genannt.
2014 produzierte die New Yorker Performance-Kompanie Big Dance Theater Alan Smithee Directed this Play, das im August des Jahres auch in Berlin bei Tanz im August aufgeführt wurde.